# Università di Parigi-Dauphine
L'Università di Parigi-Dauphine (in lingua francese Université Paris-Dauphine), o Paris IX, è una Grande école, università pubblica e centro di ricerca francese di Parigi, specializzata nelle scienze della gestione. Dal 2010, insieme all’École normale supérieure, ha fondato l’Université de recherche Paris-Sciences-et-Lettres (PSL).
Secondo il Times Higher Education ranking, PSL si classifica prima università in Francia e nella top 50 a livello globale.

## Storia
Fondata nel 1968, deve il suo nome alla Porte-Dauphine, del XVI arrondissement di Parigi, dove si trova la sede principale. L'università dispone inoltre di sedi distaccate presso: La Défense, Londra, Madrid e Tunisi.
Dauphine è uno dei membri fondatori e collegio costituente, unitamente all'École normale supérieure, dell'Université de recherche Paris-Sciences-et-Lettres.
Dauphine è un'università con lo status di grand établissement; questo status giuridico le consente di fare una selezione d'ingresso dei suoi studenti.